# The World According to Gessle
The World According to Gessle é um álbum do músico sueco Per Gessle, lançado em 1997.

## Faixas
1. Stupid
2. Do You Wanna Be My Baby?
3. Saturday
4. Kix
5. I Want You to Know
6. Reporter
7. B-Any-1-U-Wanna-B
8. Wish You The Best
9. Elvis in Germany (Let's Celebrate!)
10. T-T-T-Take It!
11. I'll Be Alright (com participação de Marie Fredriksson)
12. There Is My Baby
13. Lay Down Your Arms